# Giovanni Mangiante
Giovanni Mangiante (Brescia, 28 de agosto de 1893 — Brescia, 6 de dezembro de 1957) foi um ginasta italiano que competiu em provas de ginástica artística pela nação.
Mangiante é o detentor deuma medalha olímpica, conquistada na edição de 1912, nos Jogos de Estocolmo. Na ocasião, foi o vencedor da prova coletiva ao lado de seus dezessete companheiros de equipe, quando derrotaram as seleções da Hungria e Reino Unido.